# Manuel Bellés Casanova
Manuel Bellés Casanova (Benasal, 1849-Gerona, 1884) fue un militar español, ejecutado durante la Restauración por conspirar en favor de la República mientras estaba destinado en Santa Coloma de Farnés.

## Biografía
Nacido el 28 de agosto de 1849 en la localidad castellonense de Benasal, fue soldado desde julio de 1870. Por la sorpresa de Anglés y San Hilario obtuvo el grado de sargento segundo, por los combates de Somorrostro el grado de sargento primero y el empleo del mismo en 1874. El grado de alférez se le concedió por la acción de Ordolin y por las de Monte-Jurra la cruz roja de Mérito Militar. Después de la campaña carlista marchó a Cuba, donde por sus acciones obtuvo en marzo de 1875 el grado de teniente.

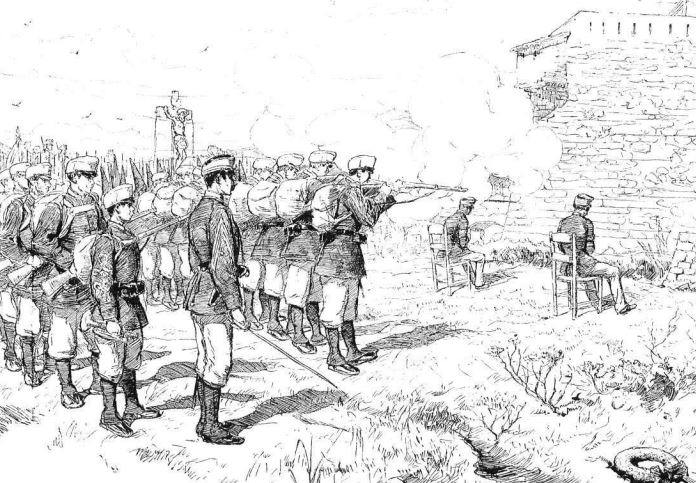
Fusilamento de Ferrándiz y Bellés en Gerona (28 de junio de 1884)

Vuelto de Cuba a la península ibérica, estuvo de reemplazo en Valencia y luego fue destinado al depósito de Chiva. Ascendió a teniente por antigüedad en octubre de 1880. En 1882 se casó en Barcelona, donde servía en el batallón de cazadores de Mérida. Terminó siendo enviado a la reserva de Santa Coloma de Farnés. Fue fusilado el 28 de junio de 1884 en Gerona, junto con Ramón Ferrándiz de la Plaza. Había sido apresado el 30 de abril.